# 熊谷恒子
熊谷 恒子（くまがい つねこ、1893年1月28日 - 1986年9月30日）は、日本の書家。

## 経歴
京都府出身。江馬天江の孫で、江馬章太郎（京都府立医学専門学校教授）の子。1914年に銀座鳩居堂の支配人である熊谷幸四郎に嫁ぎ、東京へ転居。
書の道を志したのは35歳頃で、子どもの習字のついでに自分も習うようになったのがきっかけだった。1928年に川北桜嶼、1930年に尾上柴舟に師事した後、1931年より岡山高蔭に師事。かな文字を学びつつ、平安朝の古筆を独習し、独自の境地をひらく。1933年に「土佐日記」で東日・大毎賞を受賞。1951年日本書道美術院理事に就任。1967年より大東文化大学教授、勲五等宝冠章受章。1980年、勲四等宝冠章受章。
作品に「枕草子」「万葉集和歌」など。

## 著書
- 『いろは帖』
- 『七草帖』